# Stickhausen

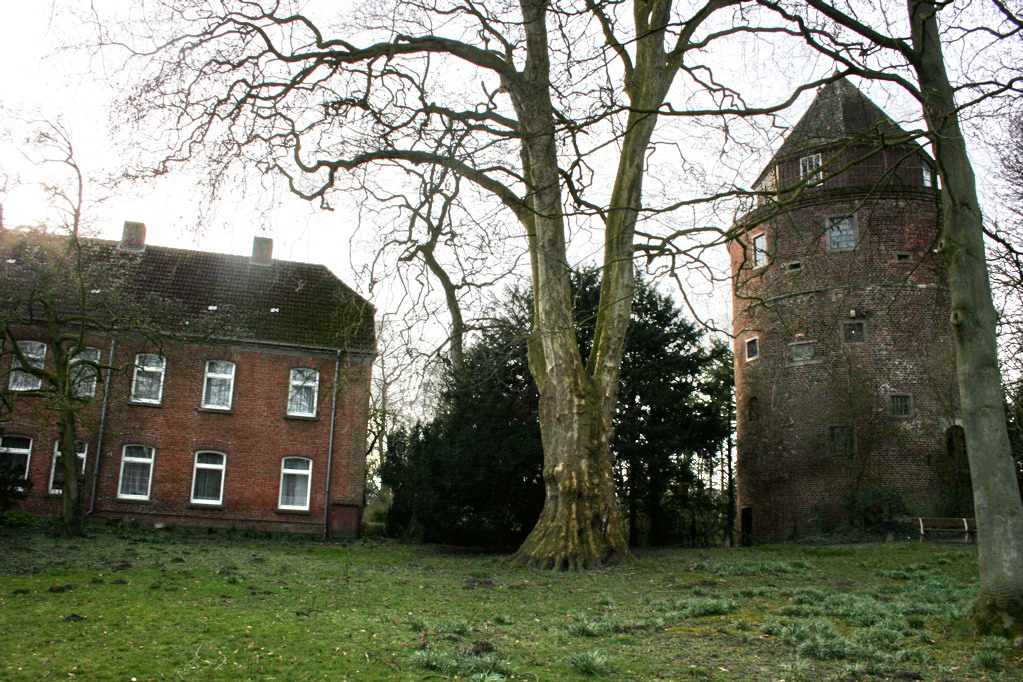
Turm der ehemaligen Burg Stickhausen

Stickhausen ist ein Ortsteil der Gemeinde Detern in der Samtgemeinde Jümme im Landkreis Leer in Ostfriesland.

## Geschichte
Die Hansestadt Hamburg errichtete zwischen 1432 und 1435 die Burg Stickhausen, um ihre nach Westen führenden Handelswege zu schützen. Diese übergab sie 1453 mit anderen Burgen im Emsiger- und Moormerland an den Häuptling Ulrich Cirksena. 1461 unternahmen Graf Gerd von Oldenburg und Bischof Johann von Münster den Versuch, die Burg einzunehmen. Die Cirksena ließen 1478 die Oberburg ausbauen und 1498 veranlasste Graf Edzard I. der Große die Errichtung des großen Turmes. Braunschweiger Truppen nahmen die Burg während der Sächsischen Fehde ein. Versuche Edzards im Jahr 1514 und 1516, die Burg zurückzuerobern, schlugen fehl. Er erhielt die Burg erst nach dem Ende der kriegerischen Auseinandersetzungen gemäß den Bestimmungen des Friedens zu Zetel zurück.
Nach der Reformation ließ Gräfin Anna 1558 aus Steinen des aufgegebenen Kloster Barthe eine Geschützplattform in der Art der polygonalen Bastionen errichten, die hier Dwenger (Zwinger) genannt wurde. Zusätzlich wurden hierfür Steine aus der 1535 auf Geheiß von Enno II. geschleiften Burg Uplengen herangeschafft, wobei das Burggebäude in Uplengen vollständig abgerissen wurde. Weitere Bautätigkeit ist durch Graf Johann II. bezeugt, der hier auf der Burg im Jahre 1591 verstarb.
Im Dreißigjährigen Krieg (1622) besetzten Truppen Ernst von Manfelds Stickhausen. In der Zeit von 1637 bis 1649 nutzten hessische Truppen die Burg als Stützpunkt. Nach dem Aussterben des ostfriesischen Fürstenhauses im Jahr 1744 fiel Ostfriesland an Preußen. Diese hatten keine Verwendung für das Bauwerk und ließen die Burg größtenteils verfallen. Der Turm der Burg ist erhalten geblieben und dient heute als Museum.
Am 1. Januar 1973 wurde Stickhausen in die Gemeinde Detern eingegliedert. Bei Stickhausen liegt das Urlaubsgebiet am Jümmesee, auch Stickisee genannt.

## Verkehr
Der Betriebsbahnhof Stickhausen-Velde liegt an der Bahnstrecke Oldenburg–Leer. Die Züge passieren den Bahnhof ohne Halt.